# Хранене на аквариумни рибки
На храната и на храненето в аквариумите трябва да се обръща голямо внимание, за да бъдат рибките винаги здрави и жизнени.
Не е без значение с какво се хранят рибките. За всеки вид е нужна специфична храна.
Всеядните рибки ядат практически всичко – всички видове суха и жива храна. Те се изхранват сравнително лесно.
Някои видове рибки предпочитат само дребна жива храна и трябва да се хранят с обикновена жива храна, каквато са дафниите, циклопите и други. Суха храна те не приемат или я приемат само в краен случай.
Други видове рибки се нуждаят от допълнително подхранване с растителна храна. Понякога те приемат храна от животински произход – варено месо или суров черен дроб.
Хищните рибки се хранят само с животинска храна – като правило с червеи, личинки на комари, дребни рибки и други.
Много рядко се срещат аквариумни рибки, използващи само растителна храна.
Според Ханс Фрей при храненето на рибките трябва да се спазват следните шест правила:
Да се имат предвид изискванията на рибките към храната, а не желанието на аквариста;
Желателно е да се използват разнообразни храни съобразно сезона. Дори най-добрата храна не е полезна, ако не се редува с други храни;
Да не се дава обилно храна. Остатъците от нея развалят водата. В аквариума рибките умират по-често от затлъстяване, отколкото от недояждане;
По възможност рибките да се хранят няколко пъти на ден;
Количеството храна трябва да съответства на размерите на рибките. Едрите рибки гладуват ако получават дребна храна, а дребните рибки не могат да глътнат едрата храна;
Най-лесно се разпознават болните рибки по време на хранене;
Много важно е храната да се подбира така, че да отговаря на природния спектър на хранене на отделните видове и на размера на рибките. От общите принципи трябва да се помни, че дневната дажба при рибките се намалява с растежа им. Например, ако през първата седмица дневната дажба за малките рибки е 100-120% от масата им, след втората седмица тя се намалява на 50%, а към края на първия месец на 30%. Нормално охранените възрастни рибки при оптимални или близки до тях условия на отглеждане трябва да имат дневна дажба от 1,5 до 3% от масата си. Един ден в седмицата се определя за гладуване, изразено в рязко намаляване на количеството на храната или в пълното и изключване. Това не се отнася за малките рибки, които трябва да се хранят изобилно през първия месец по 3-4 пъти дневно. Почистването на останалата храна е задължително.
Храната на аквариумните рибки се разделя на 2 групи – изкуствена и естествена (жива). Изкуствената представлява набор от незаменими вещества или консервирана храна от животински произход. Най-лесно и често като такава храна се използват сушена дафния, циклоп и др. Единствената изкуствена консервирана храна с много добри качества са замразените дребни ракообразни.
При всички случаи най-ценна и полезна за рибките е живата храна.